# (18104) Mahalingam
(18104) Mahalingam (2000 NP3) – planetoida z pasa głównego asteroid okrążająca Słońce w ciągu 3,46 lat w średniej odległości 2,29 j.a. Odkryta 3 lipca 2000 roku.